# Górków Wierch
Der Górków Wierch ist ein Berg in den polnischen Pogórze Spiskie, einem Gebirgszug der Pogórze Spisko-Gubałowskie, mit 1046 Metern Höhe über Normalnull. Auf dem Gipfel verläuft die polnisch-slowakische Grenze.

## Lage und Umgebung
Der Kuraszowski Wierch liegt im Hauptkamm der Pogórze Spiskie. Südlich des Gipfels liegt der Gebirgsbach Łapszanka.

## Tourismus
Der Gipfel ist von allen umliegenden Ortschaften leicht auf markierten Wanderwegen erreichbar. Er liegt außerhalb des Tatra-Nationalparks.

### Wintersport
Am Nordhang des Berges befindet sich das Skigebiet Jurgów.